# پائولینو مارتینس
پائولینو مارتینس (اسپانیایی: Paulino Martínez‎؛ زادهٔ ۳۱ اوت ۱۹۵۲) دوچرخه‌سوار اهل اسپانیا است. وی در بازی‌های المپیک تابستانی ۱۹۷۶ شرکت کرده است.